# Numicia mubalensis
Numicia mubalensis är en insektsart som beskrevs av Synave 1958. Numicia mubalensis ingår i släktet Numicia och familjen Tropiduchidae. Inga underarter finns listade i Catalogue of Life.